# Monte Clark Arena Cup 2020
La Monte Clark Arena Cup 2020 è la 2ª edizione dell'omonimo torneo di football americano.

## Squadre partecipanti
| Club                          | Città        | Stadio | Sponsor ufficiale | Risultato nella stagione 2019 |
| ----------------------------- | ------------ | ------ | ----------------- | ----------------------------- |
| Kaliningrad Amber Hawks       | Kaliningrad  |        |                   |                               |
| Minsk Hurricanes              | Minsk        |        |                   |                               |
| Minsk Zubrs                   | Minsk        |        |                   |                               |
| Petrozavodsk Karelian Gunners | Petrozavodsk |        |                   |                               |
| Podolsk Vityaz                | Podol'sk     |        |                   |                               |
| Vilnius Iron Wolves           | Vilnius      |        |                   |                               |

## Stagione regolare

### Calendario
| Minsk 1º marzo 2020, ore 9:00 | Petrozavodsk Karelian Gunners | 7 – 13 | Kaliningrad Amber Hawks |  |

| Minsk 1º marzo 2020, ore 9:00 | Podolsk Vityaz | 11 – 17 | Vilnius Iron Wolves |  |

| Minsk 1º marzo 2020, ore 10:00 | Minsk Zubrs | 25 – 0 | Podolsk Vityaz |  |

| Minsk 1º marzo 2020, ore 10:00 | Minsk Hurricanes | 18 – 27 | Petrozavodsk Karelian Gunners |  |

| Minsk 1º marzo 2020, ore 11:00 | Minsk Hurricanes | 12 – 27 | Kaliningrad Amber Hawks |  |

| Minsk 1º marzo 2020, ore 11:00 | Minsk Zubrs | 34 – 12 | Vilnius Iron Wolves |  |

### Classifiche
Le classifiche della regular season sono le seguenti:
- PCT = percentuale di vittorie, G = partite giocate, V = partite vinte, P = partite perse, PF = punti fatti, PS = punti subiti

#### Girone A
| Pos. | Squadra             | PCT   | G | V | P | PF | PS |
| ---- | ------------------- | ----- | - | - | - | -- | -- |
| 1    | Minsk Zubrs         | 1.000 | 2 | 2 | 0 | 59 | 12 |
| 2    | Vilnius Iron Wolves | .500  | 2 | 1 | 1 | 29 | 45 |
| 3    | Podolsk Vityaz      | .000  | 2 | 0 | 2 | 11 | 42 |

#### Girone B
| Pos. | Squadra                       | PCT   | G | V | P | PF | PS |
| ---- | ----------------------------- | ----- | - | - | - | -- | -- |
| 1    | Kaliningrad Amber Hawks       | 1.000 | 2 | 2 | 0 | 40 | 19 |
| 2    | Petrozavodsk Karelian Gunners | .500  | 2 | 1 | 1 | 34 | 31 |
| 3    | Minsk Hurricanes              | .000  | 2 | 0 | 2 | 30 | 39 |

## Playoff

### Tabellone
|  | Semifinali | Semifinali                    | Semifinali |                     |    | Finale                        | Finale                  | Finale          |  |
|  |            |                               |            |                     |    |                               |                         |                 |  |
|  | 1A         | Minsk Zubrs                   | 26         |                     |    |                               |                         |                 |  |
|  | 1A         | Minsk Zubrs                   | 26         |                     |    |                               |                         |                 |  |
|  | 2B         | Petrozavodsk Karelian Gunners | 32         |                     |    |                               |                         |                 |  |
|  | 2B         | Petrozavodsk Karelian Gunners | 32         |                     | 2B | Petrozavodsk Karelian Gunners | 14                      |                 |  |
|  |            |                               |            |                     | 2B | Petrozavodsk Karelian Gunners | 14                      |                 |  |
|  |            |                               | 2A         | Vilnius Iron Wolves | 7  |                               |                         |                 |  |
|  | 2A         | Vilnius Iron Wolves           | 2A         | Vilnius Iron Wolves | 7  | 20                            |                         |                 |  |
|  | 2A         | Vilnius Iron Wolves           |            |                     |    | 20                            |                         |                 |  |
|  | 1B         | Kaliningrad Amber Hawks       | 14         |                     |    | Finale 3º posto               | Finale 3º posto         | Finale 3º posto |  |
|  | 1B         | Kaliningrad Amber Hawks       | 14         |                     |    |                               |                         |                 |  |
|  |            |                               |            |                     |    |                               |                         |                 |  |
|  |            |                               |            |                     |    | 1A                            | Minsk Zubrs             | 45              |  |
|  |            |                               |            |                     |    | 1A                            | Minsk Zubrs             | 45              |  |
|  |            |                               |            |                     |    | 1B                            | Kaliningrad Amber Hawks | 13              |  |

|  | Finale 5º - 6º posto |                  |    |  |
|  |                      |                  |    |  |
|  | 3B                   | Minsk Hurricanes | 6  |  |
|  | 3A                   | Podolsk Vityaz   | 13 |  |

### Semifinali
| Minsk 1º marzo 2020, ore 12:00 | Minsk Zubrs | 26 – 32 | Petrozavodsk Karelian Gunners |  |

| Minsk 1º marzo 2020, ore 12:00 | Vilnius Iron Wolves | 20 – 14 | Kaliningrad Amber Hawks |  |

### Finale 5º - 6º posto
| Minsk 1º marzo 2020, ore 13:00 | Minsk Hurricanes | 6 – 13 | Podolsk Vityaz |  |

### Finale 3º - 4º posto
| Minsk 1º marzo 2020, ore 13:00 | Minsk Zubrs | 45 – 13 | Kaliningrad Amber Hawks |  |

### II Finale
| Minsk 1º marzo 2020, ore 14:00 | Petrozavodsk Karelian Gunners | 14 – 7 (7-0 7-7) referto | Vilnius Iron Wolves |  |

## Verdetti
- Petrozavodsk Karelian Gunners Campioni della Monte Clark Arena Cup 2020